# خداحافظی با همه آن چیزها (فیلم)
خداحافظی با همه آن چیزها (به انگلیسی: Goodbye to All That) فیلمی محصول سال ۲۰۱۴ و به کارگردانی آنگوس مک‌لاکلن است. در این فیلم بازیگرانی همچون پل اشنایدر، آنا کمپ، مایکل چرنوس، هدر گراهام، اشلی هینشاو، هدر لاولس، ملانی لینسکی، آدری پی اسکات، ایمی سداریس و سلیا وستون ایفای نقش کرده‌اند.